# Rolf Eden
Rolf Shimon Eden (født 6. februar 1930 i Berlin-Tempelhof som Rolf Sigmund Sostheim, død 11. august 2022) var en tysk forretningsmand og tidligere natklubejer. 
Rolf Eden blev født som den ene af to sønner i en jødisk familie i Berlin. I 1933 flygtede de fra Nazityskland til Palæstina. Her kørte faderen taxi og familien havde senere en cafe og et hotel i Haifa.
Da han var 14 gik han ud af skolen og forsørgede sig som musiker. I den første arabiske-israelske krig kæmpede han i en enhed under Yitzhak Rabin. I denne tid fik Eden syv børn.
Senere levede han atter som musik i Paris hvor han i 1956 læste i avisen at tyskere der boede i udlandet kunne vende hjem til Vestberlin, hvor de ville modtage 6000 D-Mark som startpenge.
I Vestberlin blev Edel kongen af natklubscenen i 50'erne og 60'erne. Han havde det berømte diskotek Big Eden helt frem til år 2002.
Han har siden 1959 medvirket i over 30 film. Siden 1977 har han været i ejendomsbranchen og han ejer i dag 14 ejendomme med 800 udlejningslejligheder i Berlin.
I 2012 udsendte han selvbiografien "Immer nur Glück gehabt: Wie ich Deutschlands bekanntester Playboy wurde"